# こころ酒
『こころ酒』（こころざけ）は、1992年9月1日に発売された藤あや子の3枚目のシングル。

## 解説
- オリコンチャートでは初登場6位を記録。その後も翌年にかけてランキング上位をキープし81万枚を超えるセールスを記録した自身最大のヒット曲である。
- これは平成に発売された演歌・歌謡部門にランクインされた中で3番目に売れたシングルとなった（1位は秋川雅史の「千の風になって」、2位は大泉逸郎の「孫」）[1]。累計売上は100万枚を超えた[2]。
- 本楽曲で第25回日本有線大賞受賞。また同曲のヒットにより第43回NHK紅白歌合戦に初登場を果たした。

## 収録曲
- 両楽曲共に、作詞：三浦康照／作曲：山口ひろし／編曲：前田俊明

1. こころ酒 (4分14秒)
2. 涙の夜汽車 (4分3秒)